# Luiz Bueno
 Luiz Pereira Bueno, també conegut com a Luiz Bueno   (São Paulo, 16 de gener de 1937 - Atibaia, 8 de febrer de 2011), va ser un pilot de curses automobilístiques brasiler que va arribar a disputar curses de Fórmula 1.

## A la F1
Luiz Bueno va debutar a la segona cursa de la temporada 1973 (la 24a temporada de la història) del campionat del món de la Fórmula 1, disputant l'11 de febrer del 1973 el GP de Brasil al circuit de Interlagos.
Va participar en una única cursa puntuable pel campionat de la F1 aconseguint un dotzè lloc a la cursa i no assolí cap punt pel campionat del món de pilots.

## Resultats a la Fórmula 1
| Any   | Equip        | Xassís  | Motor    | 1   | 2      | 3   | 4   | 5   | 6   | 7   | 8   | 9   | 10  | 11  | 12  | 13  | 14  | 15  | Posició | Punts |
| ----- | ------------ | ------- | -------- | --- | ------ | --- | --- | --- | --- | --- | --- | --- | --- | --- | --- | --- | --- | --- | ------- | ----- |
| 1973  | Team Surtees | Surtees | Cosworth | ARG | BRA 12 | SUD | ESP | BEL | MON | SUE | FRA | GBR | HOL | ALE | AUT | ITA | CAN | USA | -       | 0     |
| Font: |              |         |          |     |        |     |     |     |     |     |     |     |     |     |     |     |     |     |         |       |

### Resum
| Curses: | Victòries: | Pòdiums: | Poles: | Voltes ràpides: | Punts: |
| ------- | ---------- | -------- | ------ | --------------- | ------ |
| 1       | 0          | 0        | 0      | 0               | 0      |